# Роберт Лайтгайзер
Роберт Еммет Лайтгайзер (англ. Robert Emmet Lighthizer; нар. 11 жовтня 1947, Аштабула, Огайо) — американський юрист, Торговий представник США з 15 травня 2017 р. до 20 січня 2021.

## Життєпис
Батько Лайтхайзера вів медичну практику в Аштабулі. 1969 року він закінчив Джорджтаунський університет, 1973 року здобув ступінь доктора права.
Здобувши юридичну освіту, Лайтхайзер приєднався до Covington & Burling у Вашингтоні. З 1978 року працював помічником сенатора Боба Доула (штат Канзас), згодом — у сенатському комітеті з питань фінансів.
З 1983 року, під час президентства Рональда Рейгана, був заступником торгового представника Сполучених Штатів. 1985 року — партнер юридичної фірми Skadden, Arps, Slate, Meagher & Flom.
Лайтхайзер допомагав Бобу Доулу під час його президентської кампанії 1988 року. 1996 року виконував обов'язки скарбника кампанії Доула.